# Fixsenia pseudoaesculi
Fixsenia pseudoaesculi är en fjärilsart som beskrevs av Felix Bryk 1940. Fixsenia pseudoaesculi ingår i släktet Fixsenia och familjen juvelvingar. Inga underarter finns listade i Catalogue of Life.